# 玄紋半尾花介
玄紋半尾花介（学名：Semicytherura minucostata）为尾花介科半尾花介屬下的一个种。